# Nephodia vulgaris
Nephodia vulgaris là một loài bướm đêm trong họ Geometridae.